# Ellipsoptera blanda
Ellipsoptera blanda – gatunek chrząszcza z rodziny biegaczowatych i podrodziny trzyszczowatych.
Gatunek ten opisany został w 1831 roku przez Pierre’a F.M.A. Dejeana, jako Cicindela blanda.
Chrząszcz o ciele długości od 11 do 13 mm, z wierzchu zielonomosiężnym, pod spodem miedzianym. Na nadustku obecne położone szczecinki. Białe plamy na pokrywach rozlewają się i zlewają się, przykrywając większą część ich powierzchni. Środkowa przepaska na pokrywach ma mocno pofalowane boki. Policzki, boki tułowia i odwłoka pokrywa gęste, białe owłosienie, którego brak na przedpiersiu. Szczecinki przedwierzchołkowe obecne na krętarzach przedniej pary odnóży.
Dorosłe spotka się od maja do września, często w dużych ilościach. Pozostają aktywne również w cieplejsze dni deszczowe. Nocami przylatują do światła. Trzyszczowaty ten zasiedla pobrzeża rzek o białym piasku, sporadacznie pojawiając się także na podłożu gliniastymi i błotnistym w ich dolinach zalewowych.
Gatunek endemiczny dla południowo-wschodnich Stanów Zjednoczonych, gdzie stwierdzono go w Alabamie, Missisipi, Luizjanie, Georgii, Karolinie Północnej, Karolinie Południowej i na Florydzie. W tej ostatniej notowany w hrabstwach Liberty, Santa Rosa i Okaloosa.